# Karosta

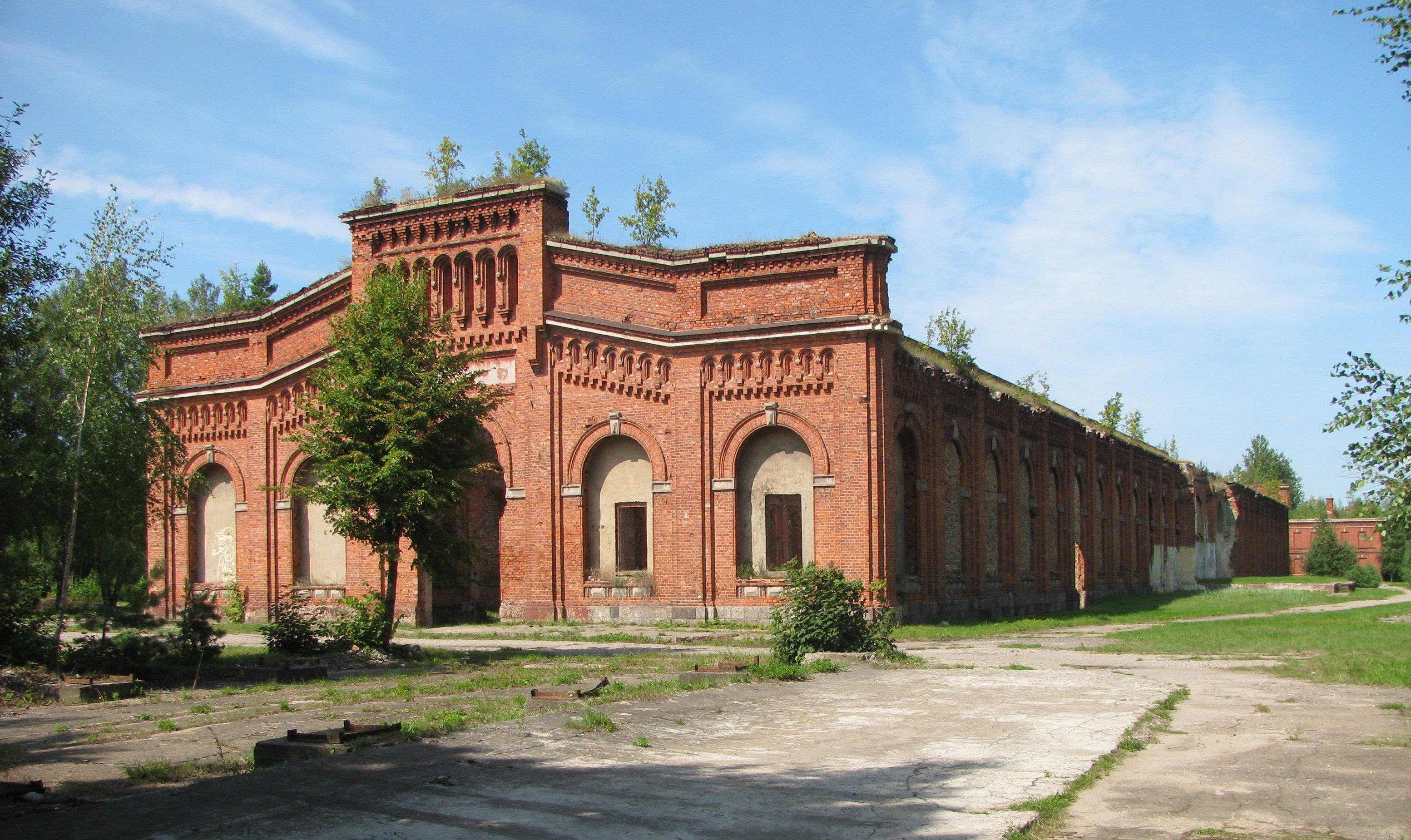
Ruiny maneżu (k. XIX w.)

Karosta (z łot. Kara osta - port wojenny) – dzielnica Lipawy, wzniesiona od podstaw jako port wojenny w końcu XIX w. W latach 1944–1994 była to zamknięta baza Floty Bałtyckiej ZSRR. Zajmuje jedną trzecią powierzchni Lipawy. 

## Historia
Budowa portu wojennego i twierdzy na północ od ówczesnej Libawy rozpoczęła się w 1890 r. na mocy ukazu cara Aleksandra III. Jego syn i następca Mikołaj II nadał gotowemu portowi imię ojca. Główne prace przy budowie portu, miasteczka dla wojskowych oraz twierdzy z zespołem nadbrzeżnych fortów i baterii artyleryjskich trwało od 1893 do 1896 r. Głównym architektem portu wojennego był gen. Iwan McDonald. Port Aleksandra III został oddzielony od miasta specjalnie przekopanym kanałem i był całkowicie od niego niezależny. Posiadał własną elektrownię, kanalizację, na jego terenie znajdowały się, obok budynków wojskowych i mieszkalnych, także własne szkoły. W obrębie miasteczka wojskowego znalazło się również więzienie. Na teren portu doprowadzono kolej wąskotorową. W latach 1900–1903 r. zbudowany został natomiast sobór św. Mikołaja, nazwany morskim. Na jego poświęceniu obecny był car Mikołaj II. 

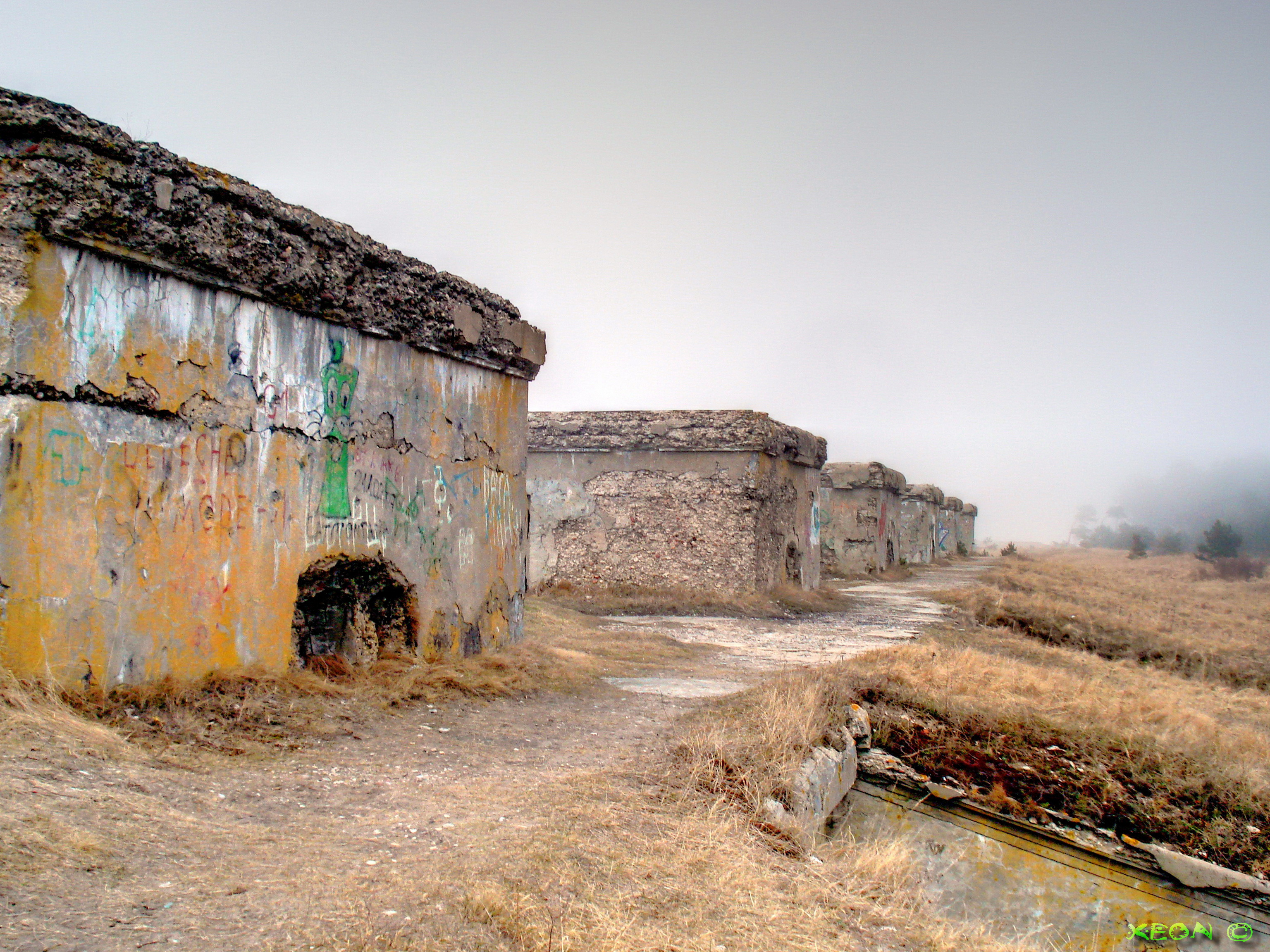
Forty na północnym wybrzeżu w Lipawie

W 1908 r. budowę fortów i baterii artyleryjskich na północ od portu i miasteczka wojskowego uznano za strategiczny błąd. Magazyny prochu, podziemne pomieszczenia i baterie artyleryjskie bez powodzenia próbowano wysadzić w powietrze, natomiast działa przetopiono lub przewieziono do twierdzy kowieńskiej. 
W okresie międzywojennym port należał do marynarki wojennej niepodległej Łotwy, wtedy też upowszechniła się łotewska nazwa całego obszaru.

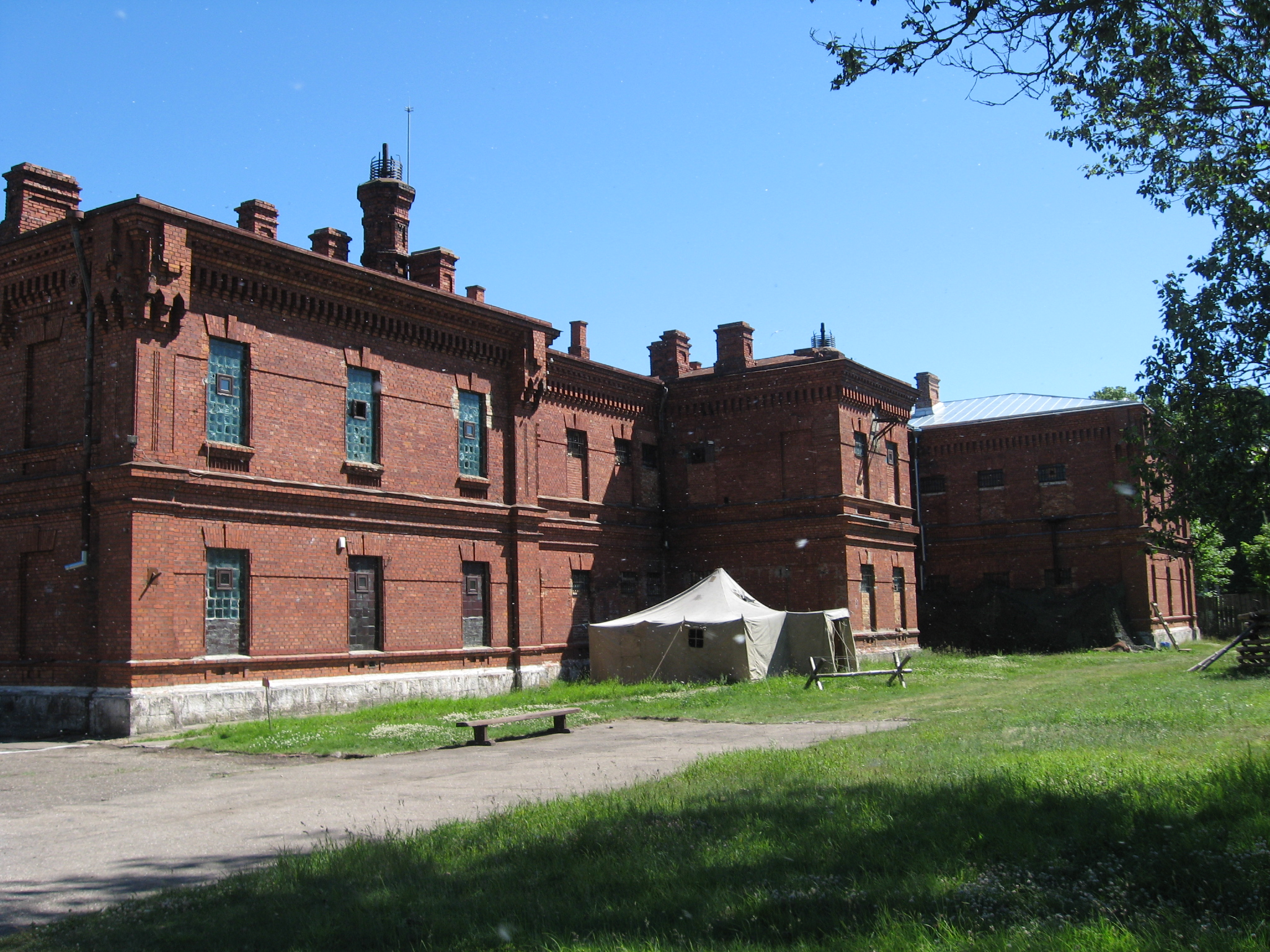
Dawne więzienie

Po wcieleniu Łotwy do ZSRR Karosta stała się bazą radzieckiej Floty Bałtyckiej i obszarem zamkniętym, niedostępnym także dla mieszkańców Lipawy. Zamieszkiwało go na stałe 20 tys. ludzi. Dawne carskie więzienie nadal pełniło pierwotną funkcję.  
Wojska radzieckie ostatecznie opuściły bazę w 1994 r. Dzielnica znacząco podupadła, szerzyła się w niej przestępczość. Dopiero po wejściu Łotwy do Unii Europejskiej Karosta została częściowo odnowiona, zyskała również pewną popularność wśród artystów. Dawne więzienie zaadaptowano na cele muzealne. 